# Polysyncraton rugosum
Polysyncraton rugosum är en sjöpungsart som beskrevs av Monniot 1993. Polysyncraton rugosum ingår i släktet Polysyncraton och familjen Didemnidae. Inga underarter finns listade i Catalogue of Life.